# Въоръжени сили на Нигерия
Нигерийските въоръжени сили са официалната отбранителна институция на Нигерия. Наброяват 78 500 души, които са подкрепени от полувоенни формирования с численост 82 500 д.
Върховен главнокомандващ на въоръжените сили е президентът на Нигерия. Втората най-висока длъжност в командните органи е началник на Генералния щаб на Нигерийските въоръжени сили.

## Видове

### Сухопътни войски
Сухопътните войски (Army) са най-многочислените със своите 60 000 души. Те са включват следните формирования:
- Първа механизирана пехотна дивизия, Кадуна
- Втора механизирана пехотна дивизия, Ибадан
- Трета бронирана дивизия, Джос
- 81-ва дивизия, Лагос
- 82-ра дивизия, Лагос
- Гвардейска бригада, Абуджа

Из страната са разположени и други по-малки части и подразделения – дивизионни артилерийски бригади и инженерни роти.
Нигерийски сухопътни войски са разположени в следните държави:
- Демократична република Конго
- Либерия
- Ливан
- Руанда
- Сиера Леоне
- Сомалия
- Судан
- Косово

Операцията в Либерия се счита за проява на професионализма на нигерийските войници. Нигерия е една от първите нации, разполагали свои сили за сигурност извън територията си според мисии на ООН. Такива са наблюдателните мисии в Индия през 1965 и Ирак 1988, стабилизиращата операция в Ливан през 1978, Източен Тимор през 1998 и други.
Началник на Главния щаб (chief of Army Staff) на Сухопътните войски е Обонг Уфот Екаете, встъпил в длъжността на 30 май 2006 година.

### Военноморски сили
Командната структура на Нигерийските военноморски сили (Navy) включва:
- Главен щаб на Военноморските сили в Абуджа;
- командване с щаб в Лагос;
- командване с щаб в Калабар;
- 2 тренировъчни командвания с щаб в Лагос и обучаващи лагери в различни части на страната;
- 4 бази;
- 5 бази за бързо реагиране;
- пристанищна част в Лагос;
- пристанищна част в Порт Харкорт;
- флотилия в Лагос;
- флотилия в Калабар

Изграждат се още 2 бази за бързо реагиране. Флотът е под командването на вицеадмирал Адекейе, който е началник на ГлЩ на ВМС. Основните звена на щаба са 7 – Отдел по планиране (оглавен от Контраадмирал Аденийи), Отдел по обучение и операции (оглавен от контраадмирал Умосен), Отдел по финанси и бюджет (оглавен от контраадмирал Алаби), Инженерен отдел (оглавен от контраадмирал Джона), Отдел по логистика (оглавен от комодор Оришамоладе) и Военноморски секретариат (оглавен от комодор Ачолону).

### Военновъздушни сили
Нигерийските ВВС (Air force) имат общ персонал от 9000 души. Всички самолети и вертолети, които са в експлоатация, са модернизирани. Нигерия се стреми към създаване на собствено производство на бойни самолети, както и тренировъчни центрове.